# Фрусос, Никос
Никос Фрусос (греч. Νίκος Φρούσος; род. 29 апреля 1974[…], Филиатра) — греческий футболист, выступавший на позиции нападающего. Провёл карьеру в греческих клубах «Ионикос» и ПАОК и кипрском «Анортосисе», по завершении карьеры работал в тренерском штабе «Анортосиса», в 2012 году возглавлял «Ионикос».

## Биография
В возрасте 18 лет подписал первый взрослый контракт с «Ионикосом», за который до момента перехода в ПАОК в 1999 году сумел отличиться 59 раз.
За ПАОК провёл три сезона, дважды становился обладателем национального кубка. Всего за команду забил 16 мячей.
Вернувшись на один сезон «Ионикос», переехал на Кипр. До окончания карьеры игрока играл за «Анортосис». Дважды выигрывал золотые медали чемпионата, один раз завоевал с командой кубок страны.
За сборную Греции провёл семь матчей, голов не забивал.

## Достижения

### Командные

#### ПАОК
- Обладатель Кубка Греции (2): 2000/01, 2002/03

#### «Анортосис»
- Чемпион Кипра (2): 2004/05, 2007/08
- Обладатель Кубка Кипра: 2006/07